# Jack McInerney
John Seamus "Jack" McInerney (Chattanooga, 5 de agosto de 1992) é um futebolista americano que atua como atacante.

## Carreira
McInerney foi membro das seleções sub-15 e sub-17 dos Estados Unidos entre 2006 e 2007, e também da equipe sub-17 que disputou o Campeonato Mundial de Futebol Sub-17 de 2009.
Após marcar 10 gols nas 14 primeiras partidas da temporada 2013 da MLS, McInerney foi chamado para uma convocação preliminar para a Copa Ouro da CONCACAF de 2013 pelo técnico Jürgen Klinsmann. McInerney foi chamado para a convocação final para a competição, dando a ele a sua primeira convocação na seleção principal.